# Deinocerites
Genre
Les Deinocerites sont des moustiques. C'est un genre de Diptères de la famille des Culicidae et de la tribu des Culicini. Les Deinocerites regroupent 18 espèces, morphologiquement proches des Culex. Uniquement présents dans des zones littorales du Nouveau Monde et des Caraïbes, ils sont remarquables par leur niche écologique liée aux trous de crabe.
Aucune de leurs dix-huit espèces n'est impliquée dans la transmission d'une maladie à l'homme, même si trois le piquent occasionnellement.

## Morphologie
Stade adulte : ils sont morphologiquement très proches du genre Culex mais les Deinocerites ont, pour les deux sexes, des antennes non plumeuses et nettement plus longues que le proboscis, le flagellomère[Quoi ?] 1 est au moins 2 fois plus long que le flagellomère 2. Les deux sexes ont des palpes très courts. Les pulvilis sont présents, . Présence de nombreuses écailles dressées au niveau du vertex et de l'occiput. Les soies préspiraculaires et les soies postspiraculaires sont absentes, comme chez les Culex.
Stade larvaire : la tête est plus large dans sa partie antérieure que dans sa partie postérieure ; les mandibules sont clairement distinguables entre toutes par la présence d'une extension recouverte de soies dépassant du bord de la capsule céphalique. De plus, la capsule céphalique comporte une paire de diverticule latéral au niveau des antennes. La selle sur le segment X  comporte une partie ventrale  et une partie dorsale sclérifiées largement individualisées.

## Biologie
Ce genre est remarquable par son biotope, lié aux trous de crabes. Les larves se rencontrent habituellement dans les trous creusés par les crabes de la famille Gecarcinidae  de grande taille (crabe des genres Cardisoma ou Gecarcinus)  et de la famille Ocypodidae de taille plus réduite (genres Ucides et Uca), en bordure de rivage et dans les mangroves. 
Les 18 espèces du genre sont uniquement présentes dans le Nouveau Monde (Amérique Centrale, Antilles et nord de l'Amérique du Sud). Deinocerites pseudes est présent aux États-Unis. C'est la seule espèce pouvant se rencontrer tant sur la façade Atlantique que Pacifique. Neuf espèces ne se rencontrent que sur la façade Atlantique (groupe Cancer, De. panamensis, De. colombianus.. ) et les 8 autres seulement sur la facade Pacifique (groupe Dyari, De. mcdonaldi, De. howardi...).
Deinocerites magnus est présente aux Antilles françaises.
L'espèce Deinocerites pseudes a été observée naturellement infectées par le virus de l'encéphalite de Saint Louis (Tempelis and Galindo, 1970).
Les adultes sont actifs en début de nuit et nichent le jour dans les trous de crabe. Ces espèces semblent n'avoir qu'une capacité de vol réduite, restant à proximité de leur gîte qu'ils regagnent quand ils sont dérangés.
Les femelles peuvent piquer des hôtes variés tels que les oiseaux, reptiles, batraciens et parfois des mammifères : 4 espèces, Deinocerites epitedeus, De. melanophylum, De. pseudes et De. magnus ont été observées piquant les chevaux. Enfin, certaines espèces s'attaquent occasionnellement à l'homme (De. cancer, De. magnus et De. spanius).

## Taxonomie
Les 18 espèces de ce genre sont réparties en 5 groupes sur la base de similitudes morphologiques :  Spanius et Cancer, définis par Belkin  et Hogue (1959);  Dyari, Pseudes et Epitedeus (Adames, 1971).
Navarro & Liria (2000) proposèrent de ramener Deinocerites à un sous-genre du genre Culex, n'y conservant qu'une seule espèce et répartissant les 17 autres entre 7 sous genres de Culex, sans succès.

### Liste des espèces
- Groupe Spanius
  - Deinocerites atlanticus Adames, 1971   (Colombie, Panama, Venezuela)
  - Deinocerites belkini Adames, 1971   (Mexique
  - Deinocerites mathesoni Belkin & Hogue, 1959
  - Deinocerites spanius (Dyar & Knab, 1909)

- Groupe Cancer
  - Deinocerites cancer Theobald, 1901   (Aruba Bahamas, Belize îles Caïmanes Colombie, Cuba, République dominicaine États-Unis, Guatemala, Haïti, Honduras, Jamaïque, Mexique, Nicaragua, Panama)
  - Deinocerites melanophylum Dyar & Knab, 1907   (Colombie, Guyane française)

- - Deinocerites magnus (Theobald, 1901)     (Brésil, Guyana, Guyane française, Martinique, Guadeloupe, Dominique, Barbade, Grenade, Sainte-Lucie..)

- Groupe Dyari
  - Deinocerites barretoi Adames, 1971        (Colombie)
  - Deinocerites dyari Belkin & Hogue, 1959     (Colombie)
  - Deinocerites nicoyae Adames & Hogue, 1970

- Groupe Pseudes
  - Deinocerites howardi Belkin & Hogue, 1959
  - Deinocerites mcdonaldi Belkin & Hogue, 1959
  - Deinocerites pseudes Dyar & Knab, 1909 (la plus commune du groupe : Colombie Équateur Pérou)

- Groupe Epitedeus
  - Deinocerites costaricensis Adames & Hogue, 1970 (Costa Rica, cote Pacifique)
  - Deinocerites epitedeus (Knab, 1907)   (Panama, Costa Rica)
  - Deinocerites panamensis Adames, 1971   (Panama)
  - Deinocerites colombianus Adames, 1971   (Panama, Colombie)
  - Deinocerites curiche Adames, 1971 (Colombie)